# Crooked Creek Township (Missouri)
Die Crooked Creek Township ist eine von 8 Townships im Bollinger County im Südosten des US-amerikanischen Bundesstaates Missouri. Das U.S. Census Bureau hat bei der Volkszählung 2020 eine Einwohnerzahl von 1056 ermittelt. 

## Geografie
Die Crooked Creek Township liegt im mittleren Südosten von Missouri. Der Mississippi, der die Grenze zu Illinois bildet, befindet sich rund 60 km östlich der Crooked Creek Township. Die Grenze zu Arkansas liegt rund 130 km südlich.
Die Township erstreckt sich über 219,49 km², die sich auf 219,29 km² Land- und 0,20 km² Wasserfläche verteilen. 
Im Bollinger County benachbart sind die Union Township im Norden, die Whitewater Township im Nordosten, die Scopus Township im Osten, die Lorance Township im Südosten sowie die Filmore Township im Süden. Im Westen grenzt die Crooked Creek Township an das Madison County.

## Verkehr
Durch die Crooked Creek Township verläuft von Norden nach Süden die Missouri State Route 51, die innerhalb der Township auf eine Reihe untergeordneter Straßen trifft. 
Etwa 3 km südlich der Township befindet sich mit dem Twin City Airpark ein kleiner Flugplatz.

## Bevölkerung
Bei der Volkszählung im Jahr 2010 hatte die Township 1234 Einwohner.
Es gibt in der Crooked Creek Township keine Siedlungen, sodass sich die Bevölkerung auf einzelne Gebäude oder kleine Streusiedlungen ohne eigenen Namen verteilt.